# Nguyễn Hữu Luyện
Nguyễn Hữu Luyện (1937–2006) là nam đạo diễn, biên kịch điện ảnh Việt Nam.

## Tiểu sử
Nguyễn Hữu Luyện sinh (năm 1937 - mất tháng 2 năm 2006), ông là con của thương gia Nguyễn Hữu Nhâm, ông chủ hãng lụa Tam Kỳ, quê gốc Bắc Ninh. Ông có 10 anh em nhưng không có ai trong số họ theo nghề buôn bán của bố mẹ. Trong số đó người anh cả của ông là đạo diễn hoạt hình Nguyễn Hữu Hồng, hai người em là nhà quay phim Nguyễn Hữu Tuấn và nhiếp ảnh gia Nguyễn Hữu Bảo.

## Sự nghiệp
Nguyễn Hữu Luyện từng có thời gian làm kỹ sư tại Nhà máy gang thép Thái Nguyên.
Năm 1966, Nguyễn Hữu Luyện theo học lớp Đạo diễn khóa Chống Mỹ cứu nước Trường Điện ảnh Việt Nam. Khi tốt nghiệp, ông là đạo diễn kiêm quay phim thời sự chiến tranh tại Hải Phòng. Từ năm 1978, ông về công tác tại Hãng phim truyện Việt Nam với vị trí đạo diễn và biên kịch.
Năm 2005, Nguyễn Hữu Luyện thực hiện hai bộ phim truyền hình dài tâp Vượt qua thử thách và Miền đồi ấm áp. Cuối tháng 2 năm 2006, ông bất ngờ qua đời vì bạo bệnh.

## Tác phẩm

### Đạo diễn phim điện ảnh
| Năm  | Tác phẩm          | Biên kịch | Đồng đạo diễn | Chú thích   |
| ---- | ----------------- | --------- | ------------- | ----------- |
| 1984 | Đêm miền yên tĩnh |           | Trần Phương   |             |
| 1987 | Duyên nợ          |           |               |             |
| 1988 | Lan và Điệp       |           | Trần Vũ       | [ 6 ] [ 7 ] |
| 1988 | Anh và em         |           | Trần Vũ       |             |
| 1989 | Tiền ơi           | Có        | Trần Vũ       | [ 8 ]       |
| 1990 | Chuyện lạ thế kỷ  | Có        |               |             |
| 1995 | Mùa hoa cúc quỳ   |           |               |             |

### Đạo diễn phim tài liệu
| Năm  | Tựa đề         | Chú thích |
| ---- | -------------- | --------- |
| 1994 | Lạc cầm        | [ 5 ]     |
| 1996 | Lạc cầm thứ 13 | [ 9 ]     |

### Phim truyền hinh
| Năm  | Tựa đề                  | Đạo diễn | Biên kịch | Hình thức            | Phát sóng | Chú thích                      |
| ---- | ----------------------- | -------- | --------- | -------------------- | --------- | ------------------------------ |
| 1995 | Sông hồng reo           | Có       | Không     | Điện ảnh truyền hình | Hà Nội    | Đồng đạo diễn: Trần Trung Nhàn |
| 1994 | Cuốn sổ ghi đời         | Không    | Có        | Điện ảnh truyền hình | VTV       |                                |
| 1997 | Tứ tử trình làng        | Có       | Có        | Điện ảnh truyền hình | VTV       |                                |
| 1997 | Tình nghĩa vợ chồng     | Có       | Có        | Điện ảnh truyền hình | Hà Nội    |                                |
| 1999 | Tiếng xưa               | Có       |           | Điện ảnh truyền hình | VTV       |                                |
| 1999 | Cầu thang nhà A6        | Không    | Có        | Ngắn tập             | VTV       |                                |
| 2000 | Thiên đường của ông nội | Có       | Có        | Điện ảnh truyền hình | VTV       |                                |
| 2000 | Hoàng hôn xanh          | Có       | Không     | Điện ảnh truyền hình | VTV       |                                |
| 2000 | Chạy nhanh lên          | Có       | Không     | Điện ảnh truyền hình | VTV       |                                |
| 2001 | Thầy giáo dạy Văn       | Có       | Không     | Điện ảnh truyền hình | VTV       |                                |
| 2002 | Người muôn năm cũ       | Có       | Có        | Điện ảnh truyền hình | VTV       |                                |
| 2002 | Hoa xương rồng          | Có       | Có        | Điện ảnh truyền hình | VTV       |                                |
| 2002 | Ông Reo xuất ngoại      | Có       | Có        | Điện ảnh truyền hình | VTV       |                                |
| 2002 | Tôi đưa em sang sông    | Có       | Không     | Điện ảnh truyền hình | VTV       |                                |
| 2003 | Lòng mẹ                 | Có       | -         | Điện ảnh truyền hình | VTV       |                                |
| 2004 | Đêm mưa                 | Có       | Không     | Điện ảnh truyền hình | VTV       |                                |
| 2004 | Hoa Xuyến chi           | Có       | Không     | Điện ảnh truyền hình | VTV       |                                |
| 2005 | Vượt qua thử thách      | Có       | Không     | Dài tập              | VTV       | Phi Tiến Sơn, Trịnh Lê Phong   |
| 2005 | Miền đồi ấm áp          | Có       | Không     | Ngắn tập             | VTV       | Đồng đạo diễn: Duy Thanh       |

## Giải thưởng
| Năm  | Giải thưởng                            | Tác phẩm          | Hạng mục                 | Kết quả       | Đồng đạo diễn |        |
| ---- | -------------------------------------- | ----------------- | ------------------------ | ------------- | ------------- | ------ |
| 1985 | Liên hoan phim Việt Nam lần thứ VII    | Đêm miền yên tĩnh | Phim điện ảnh            | Bông sen Bạc  | Trần Phương   | [ 10 ] |
| 1988 | Liên hoan phim Việt Nam lần thứ VIII   | Anh và em         | Phim điện ảnh            | Bông sen Vàng | Trần Vũ       | [ 11 ] |
| 1996 | Giải thưởng Hội Điện ảnh Việt Nam 1995 | Cuốn sổ ghi đời   | Phim video / truyền hình | Giải B        | Tất Bình      | [ 12 ] |